# 小掌叶毛茛
小掌叶毛茛（学名：Ranunculus gmelinii，也称小叶毛茛）为毛茛科毛茛属下的一个种。分布于黑龙江、吉林、内蒙古东北部及日本、蒙古、俄罗斯西伯利亚、北欧以及北美等地。生于溪流边润湿处及沼泽草甸。有毒。

## 名称
拉丁学名中的种加词gmelinii得名自德国植物学家约翰·乔治·格梅林。

## 形态
为多年生的半水生草本植物。无毛或疏被柔毛。茎细长，茎上常生根。茎生叶具柄，叶圆肾形或心状五角形。顶生单歧聚伞花序。果为聚合果，瘦果斜倒卵球形，长1-1.3毫米，无毛。花期6-8月。

## 主要用途
主要用于观赏，如作为水族箱中的微型景观等，小黄色的花干燥后可用于制作贺卡。

## 保护
该种植物本身并非濒危物种，但在北美，其分布范围的最远边缘的一些地区则逐渐减少，因此在美国的缅因州，小掌叶毛茛为受保护的濒危植物，而其变种Ranunculus gmelinii var. hookeri在威斯康星州列入了该州的濒危植物名单。加拿大的纽芬兰与拉布拉多省也将其列入了濒危植物名单。

## 图集

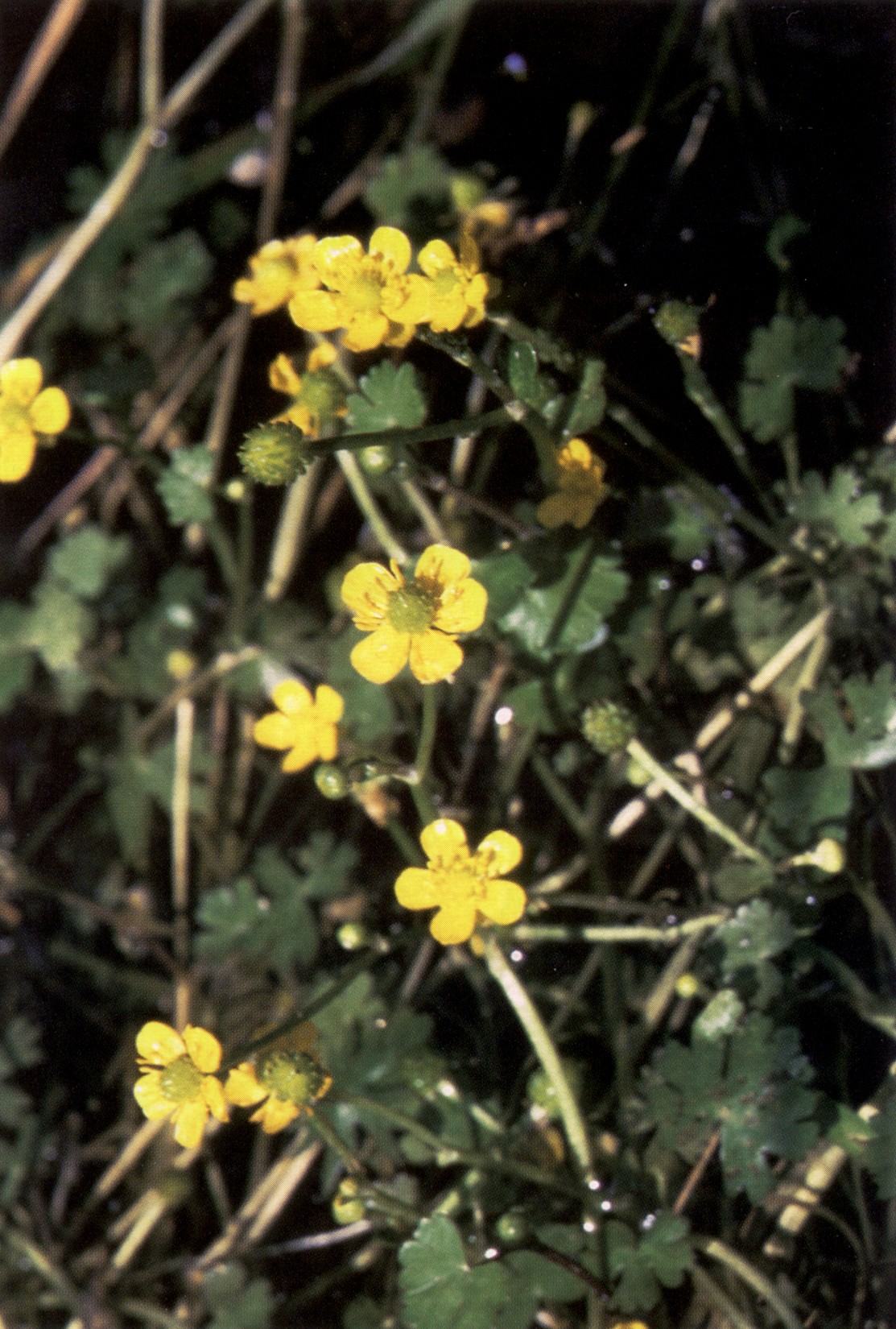
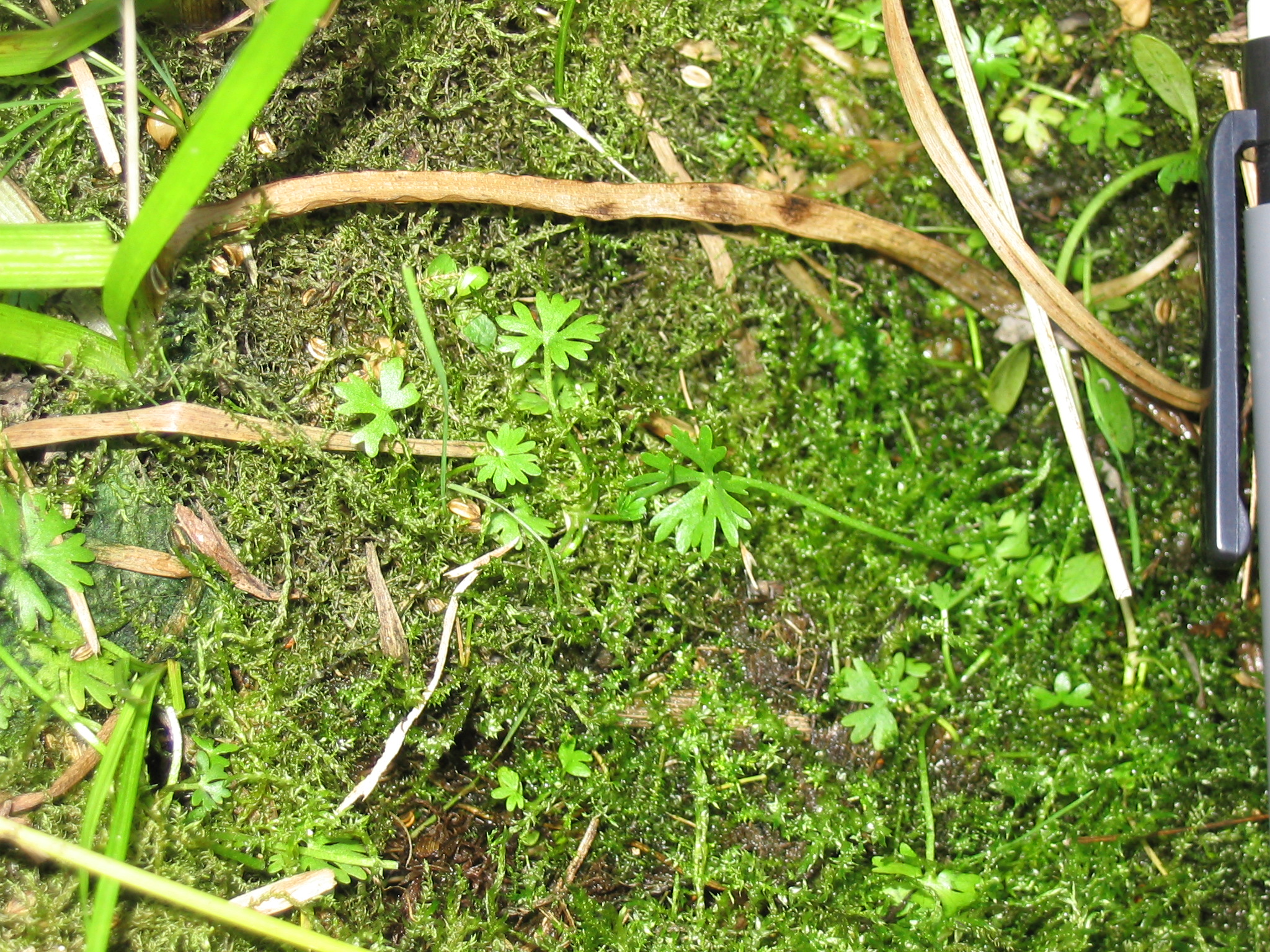
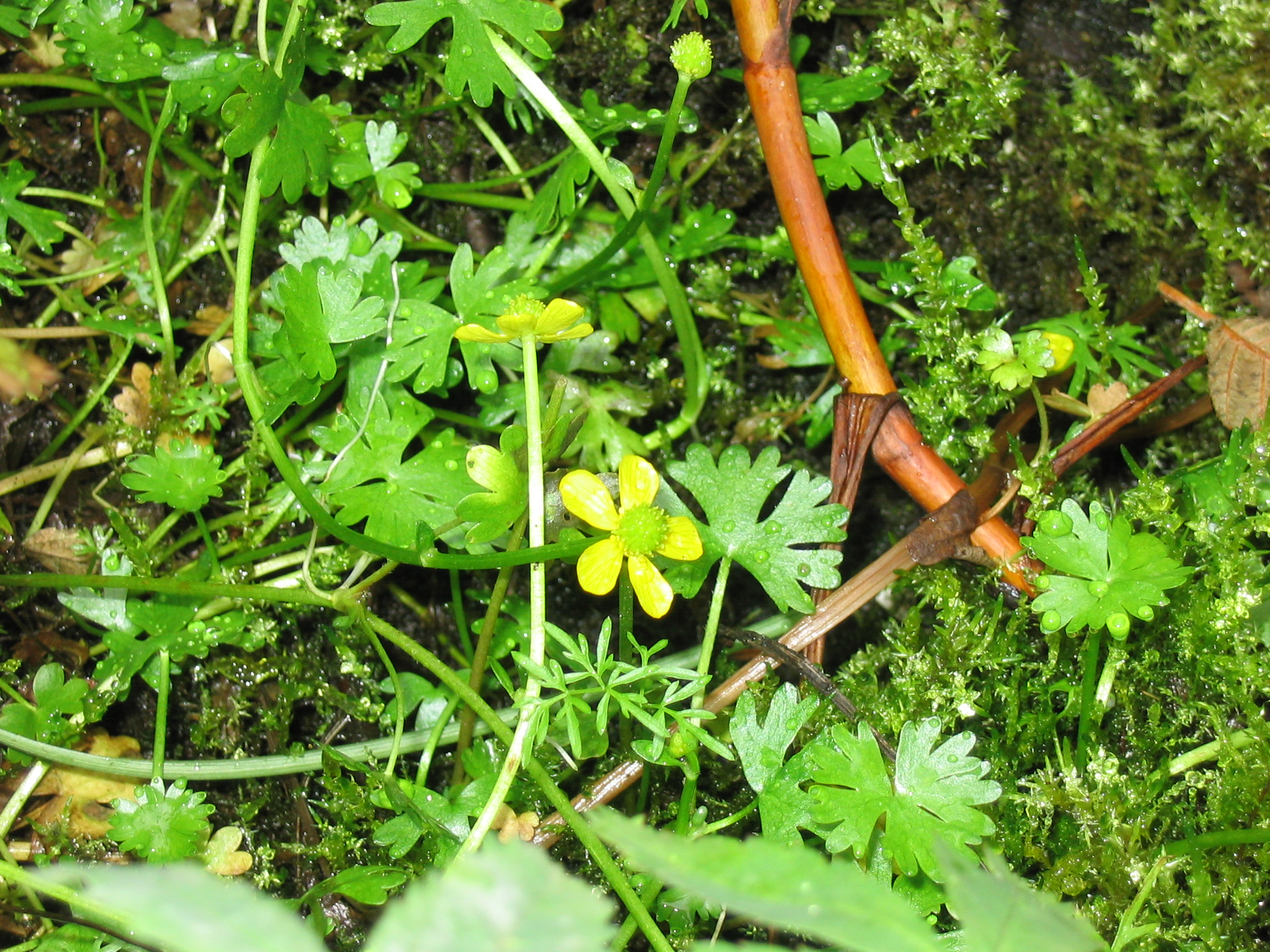
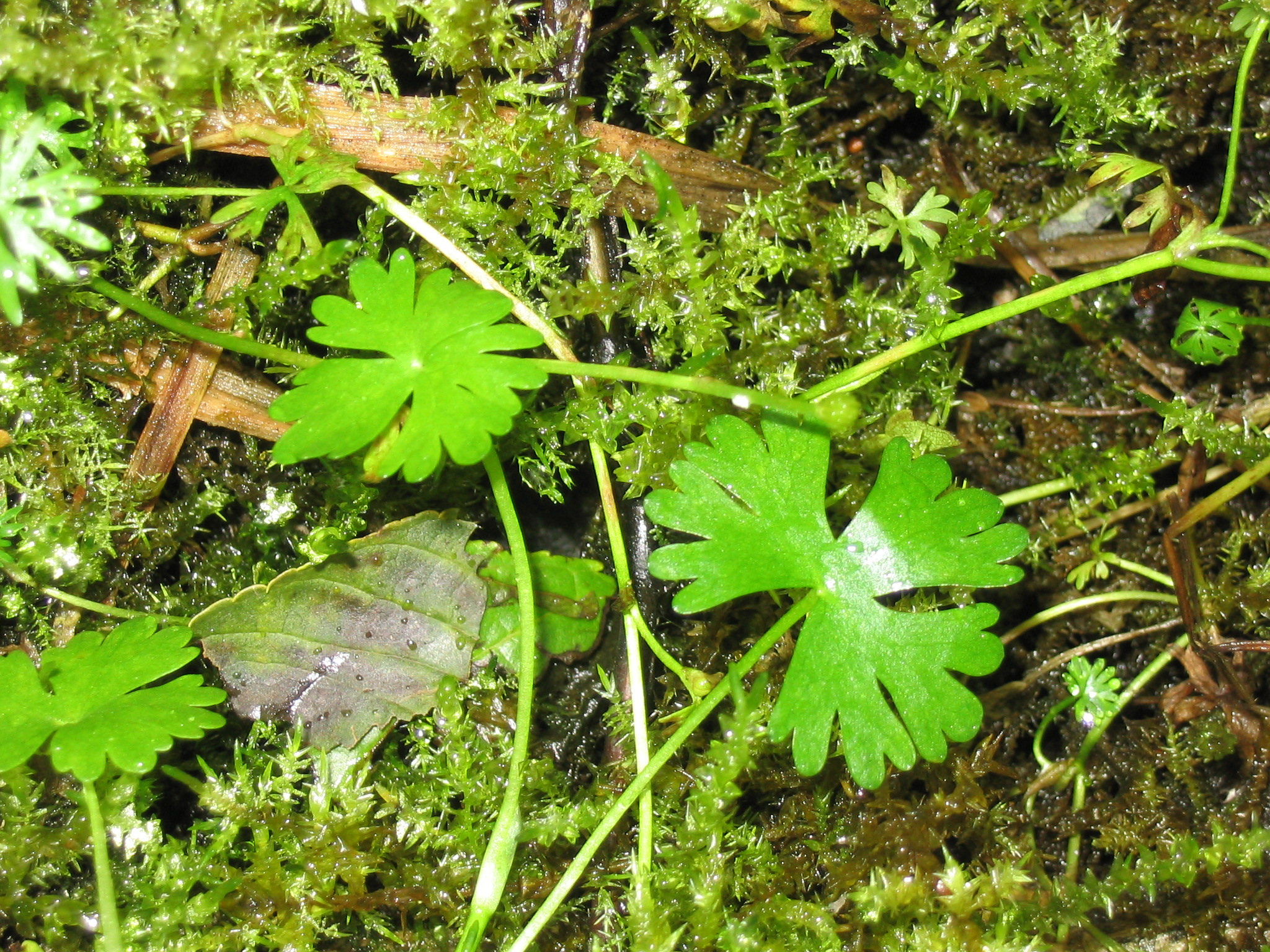
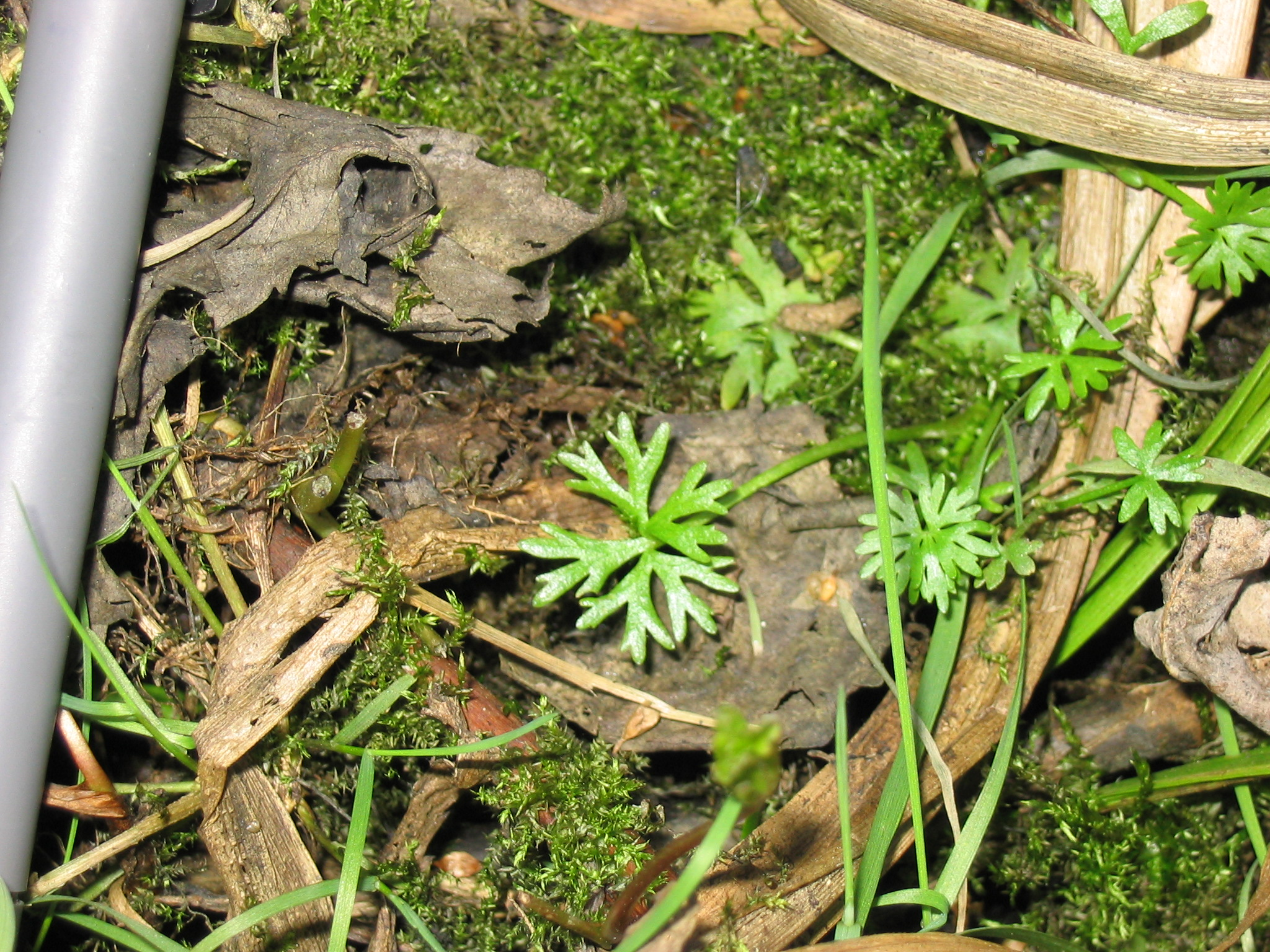
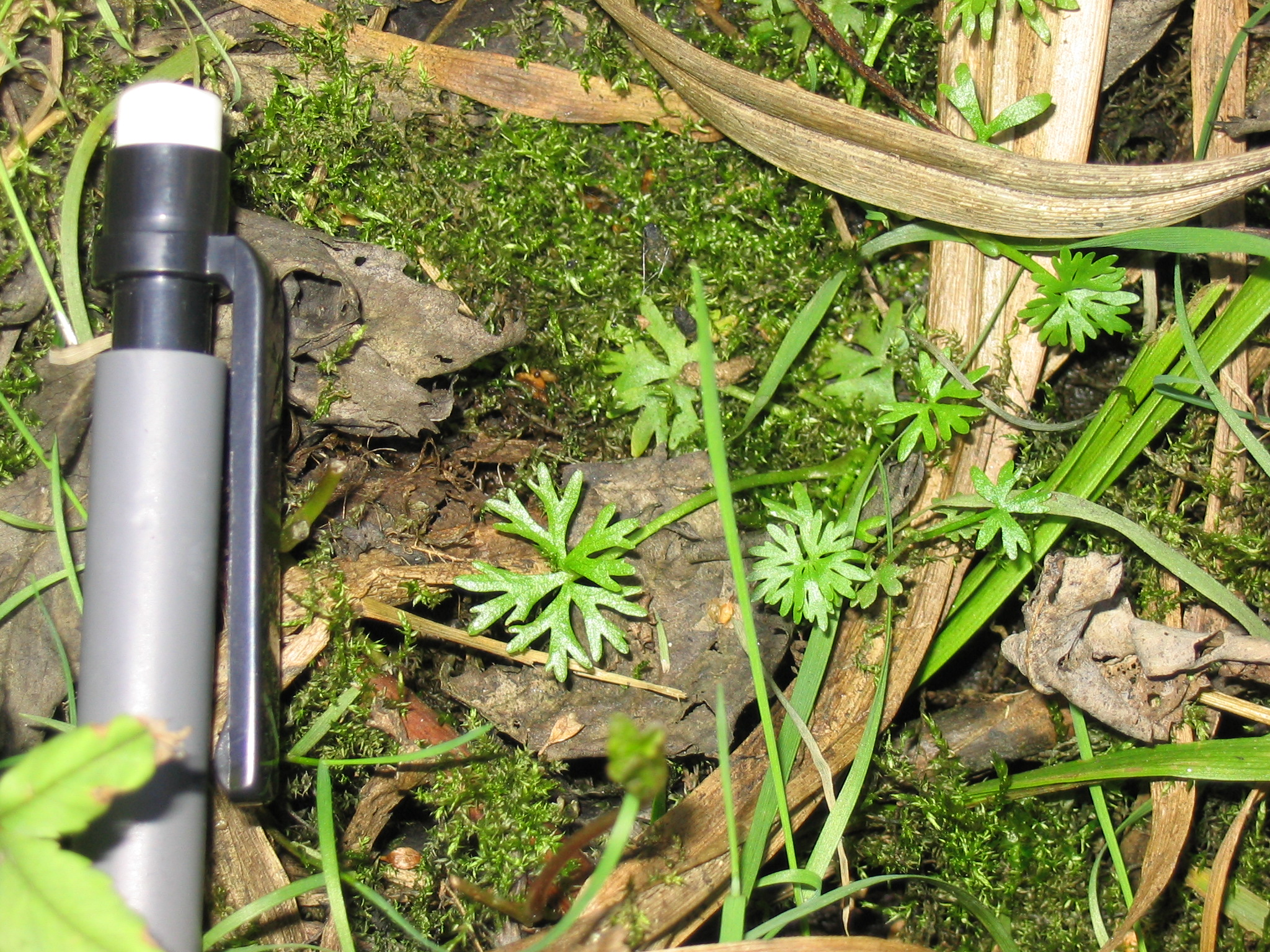

## 扩展阅读
- 維基物種上的相關：小掌叶毛茛